# Cis laminicollis
Cis laminicollis es una especie de coleóptero de la familia Ciidae.

## Distribución geográfica
Habita en Nueva Guinea.